# Elektrická jednotka 420.95
Elektrická jednotka 420.95 je úzkorozchodná elektrická jednotka používaná v síti Tatranských elektrických železnic v letech 1967 až 2006, kdy byla nahrazena jednotkami řady 425.95.

## Historie

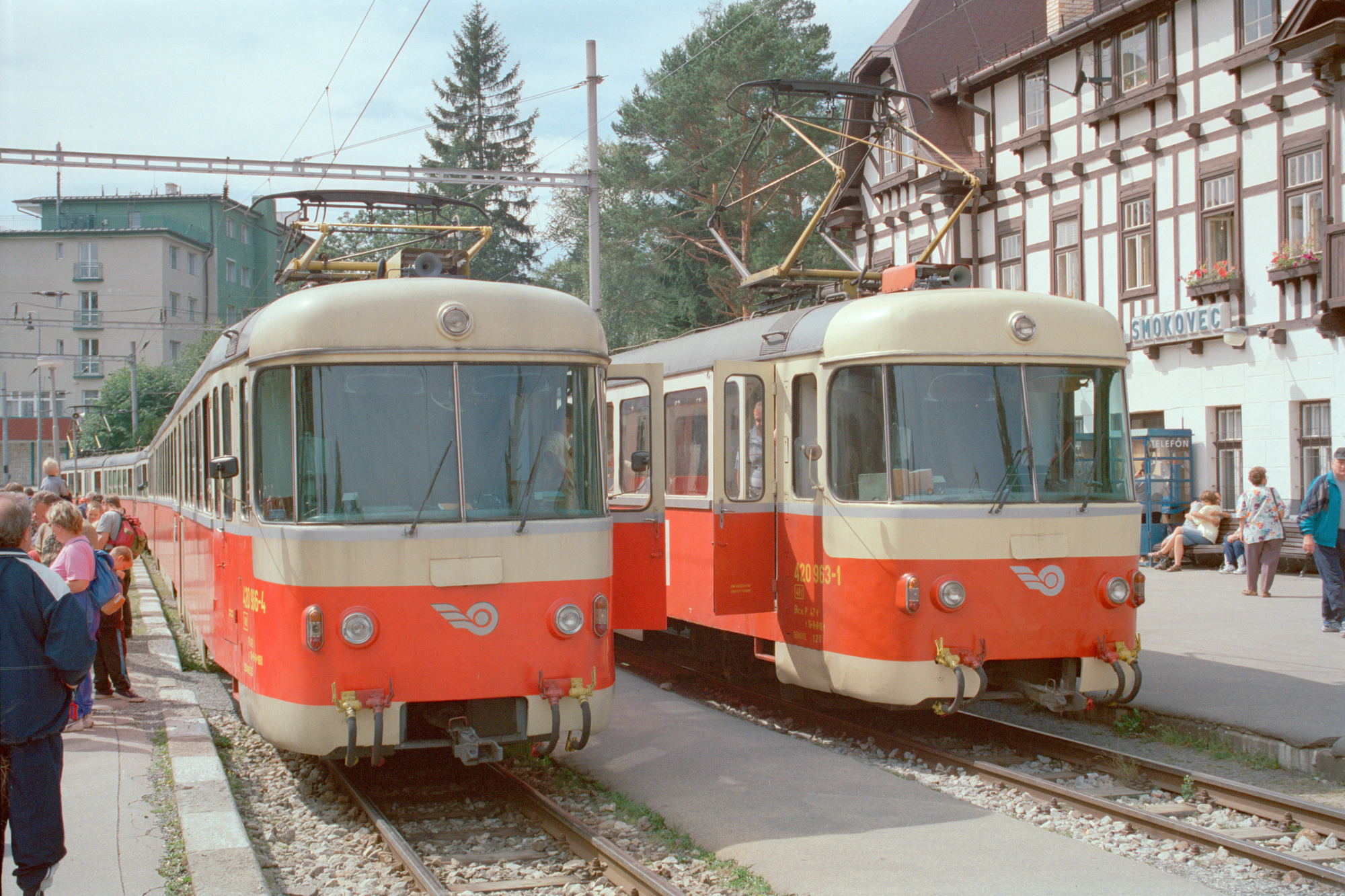
Dvě jednotky 420.95 ve stanici Starý Smokovec v roce 2000

Potřeba výroby nových moderních jednotek pro Tatranské elektrické železnice se projevila při přípravách na pořádání mistrovství světa v lyžování v roce 1970, protože tehdejší jednotky řad EMU 48.0 a EMU 49.0 nebyly již kapacitně ani technicky dostačující.
První prototyp EMU 89.0001 vyrobila v roce 1965 smíchovská ČKD Tatra, která vyráběla tramvaje. Cena prototypu byla 890 050 Kčs a od půlky dubna roku 1965 byly zahájeny testovací jízdy. Po přibližně půlročním testování byl prototyp převezen zpět do Prahy, kde do něj byly dosazeny nové kompresory a provedeny drobné úpravy například na topení. Do pravidelného provozu se první prototyp dostal 5. května 1967.
V pořadí druhá jednotka se sériovým číslem 0002 byla dodána v lednu roku 1969 a v rychlém sledu za ní následovalo dalších dvanáct jednotek s čísly 0003–0014. Zbylé čtyři jednotky 0015 až 0018 byly dodány během roku 1970. V začátcích svého provozu měly jednotky problémy s měchy mezi jednotlivými částmi jednotky a s gumovou izolací střechy. Celkem včetně prototypu bylo jednotek vyrobeno 18 kusů.
Během přeznačení hnacích vozidel v roce 1988 byly lokomotivy z řady EMU 89.0 přeznačeny na řadu 420.95.
Řada 420.95 byla v Tatrách provozována až do let 2001–2002, kdy začala být postupně nahrazována moderními jednotkami řady 425.95. V současnosti se v lokomotivním depu Poprad nachází čtyři jednotky staré řady, které byly v roce 1999 rekonstruovány – do pravidelného provozu však již nasazovány nejsou. Se dvěma jednotkami se počítá pro muzejní účely.

## Vlastnosti
Celá koncepce jednotky vychází z tehdejších tramvají řad T a K. Jednotka se skládá ze tří ocelových článků, které jsou kloubově spojeny v jeden průchozí celek. Klouby jsou neseny Jakobsovými podvozky. Dveře jsou umístěny po obou stranách krajních článků. V jednom z krajních článků je umístěn zavazadlový prostor. Celá jednotka nabízí 134 míst k sezení (32 (+7 sklopných) + 48 + 40 (+ 7 sklopných)) a 156 míst k stání. Sezení je na rozdíl od prototypu 2+2 proti sobě na plastikových sedačkách. Trakční motory o výkonu 320 kW jsou umístěny v podvozcích. Jednotka má rozchod 1 000 milimetrů. Pantografové sběrače jsou umístěny nad krajními podvozky.

## Galerie

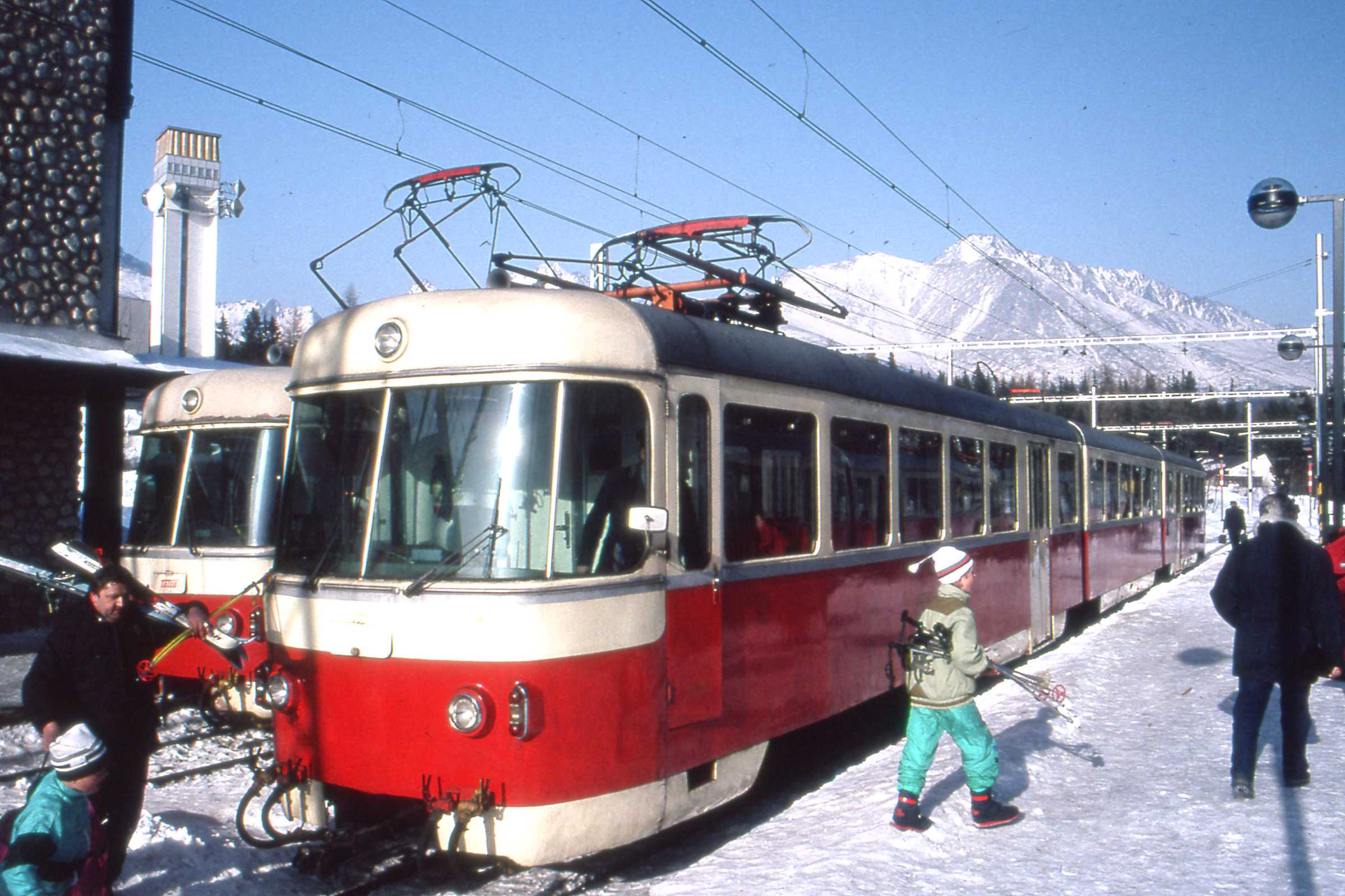
Jednotka v železniční stanici Štrbské Pleso v roce 1993
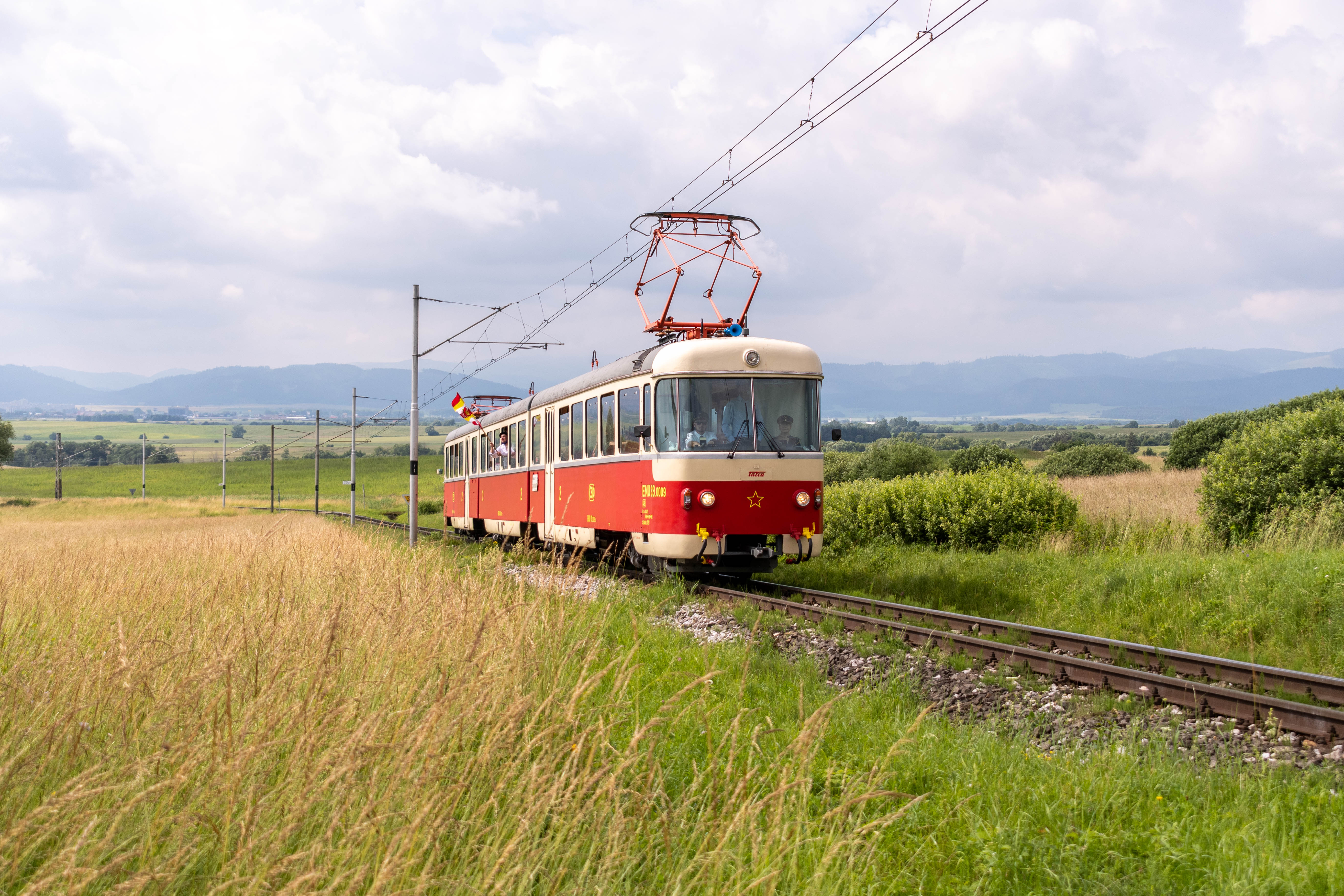
Jednotka před přejezdem u zastávky Nová Lesná v roce 2020
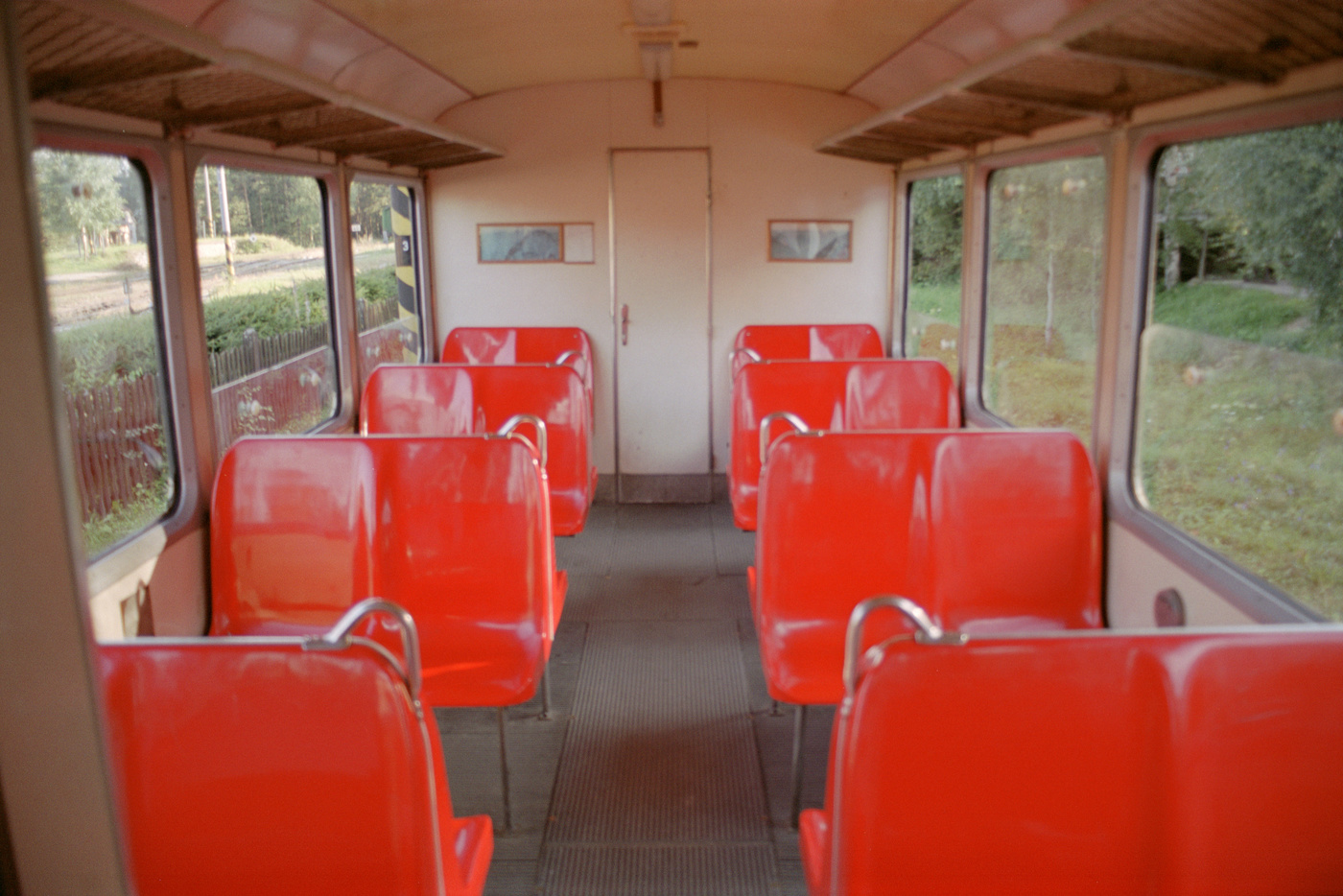
Interiér jednotky
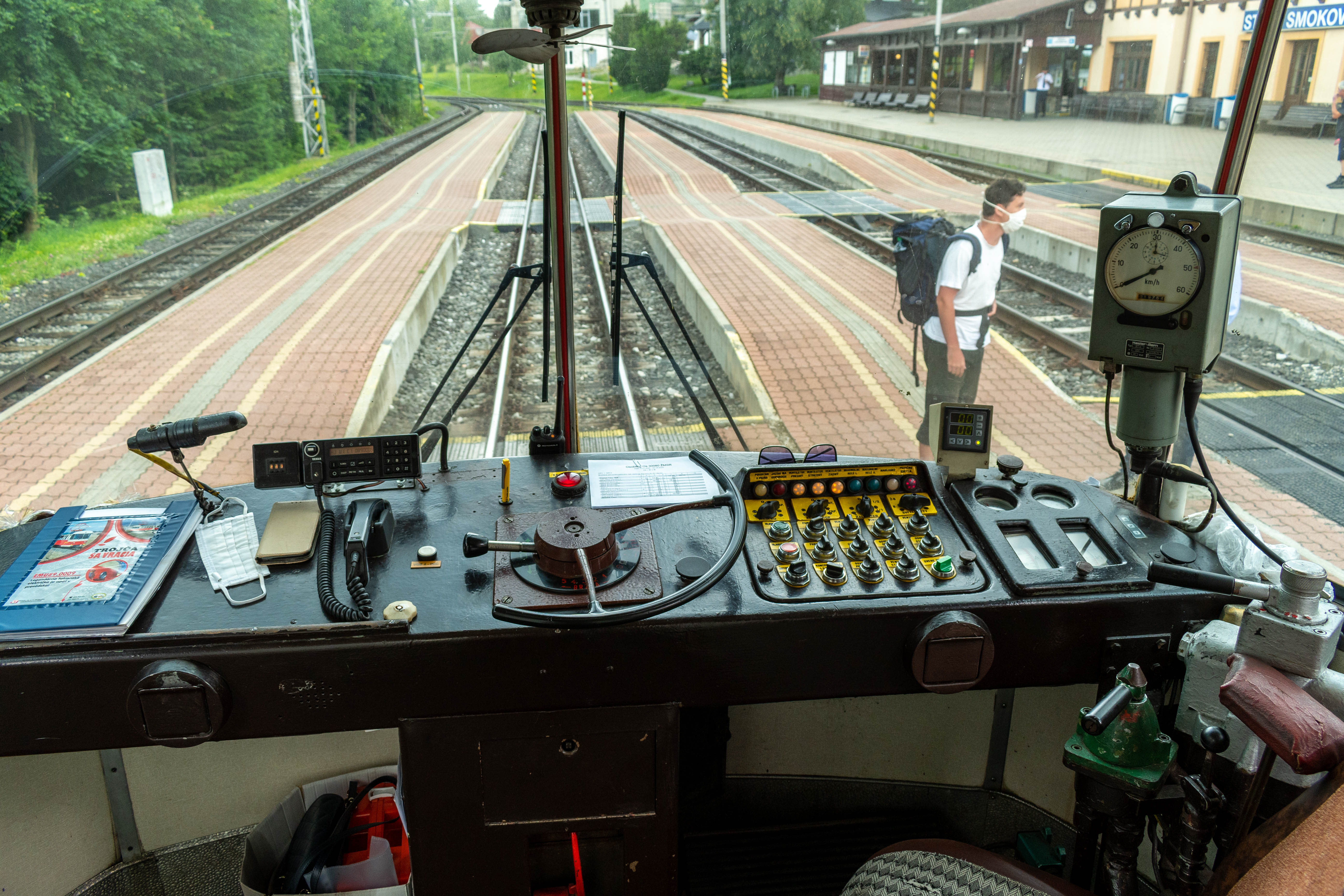
Stanoviště strojvedoucího